# Danh sách sông tại Oregon

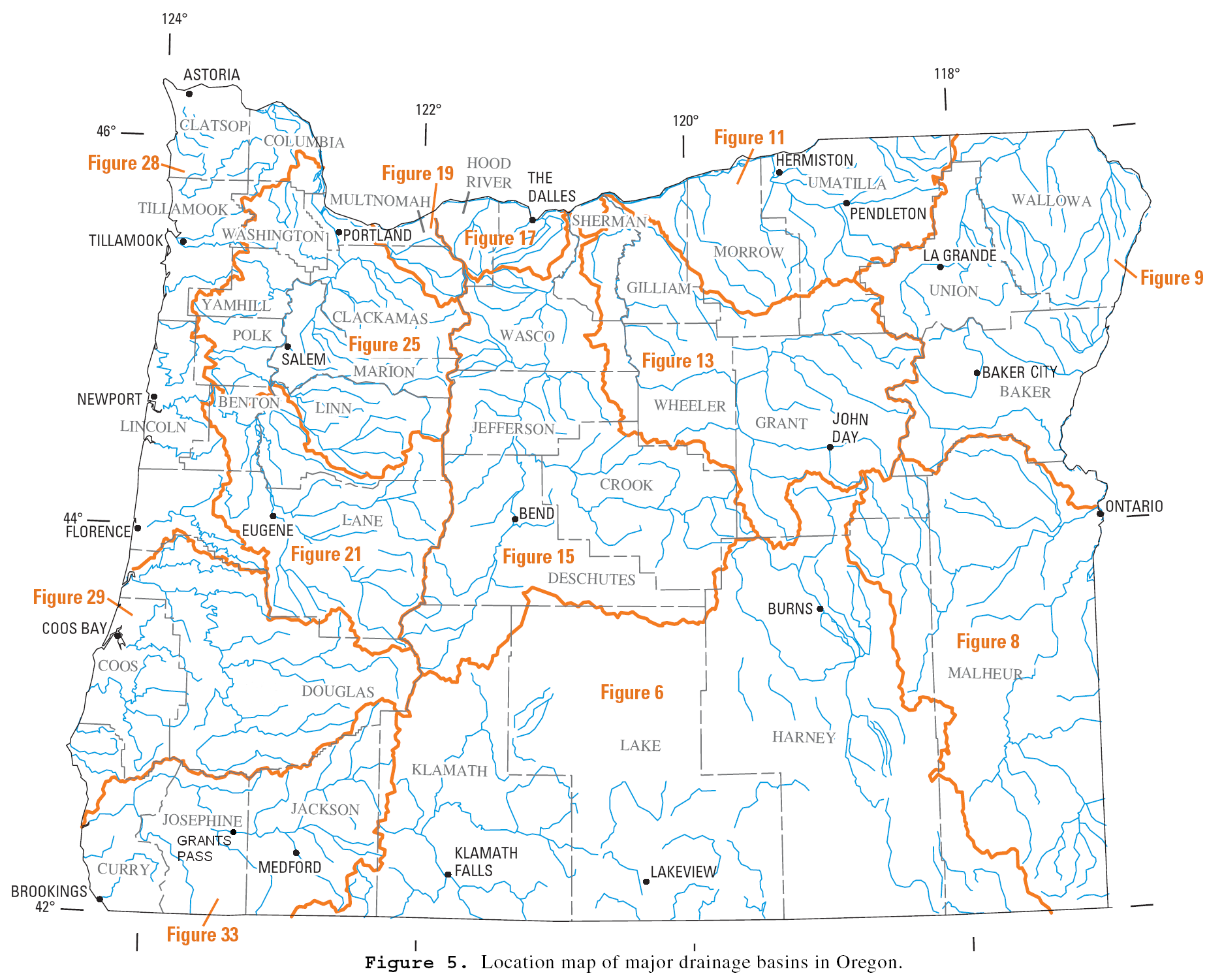
Tổng quan các lưu vực sông của Oregon.

Đây là danh sách một phần các con sông trong tiểu bang Oregon của Hoa Kỳ.